# Подборшт (Севниця)
Подборшт (словен. Podboršt) — поселення в общині Севниця, Споднєпосавський регіон, Словенія. Висота над рівнем моря: 332,7 м.